# Barry Hanner

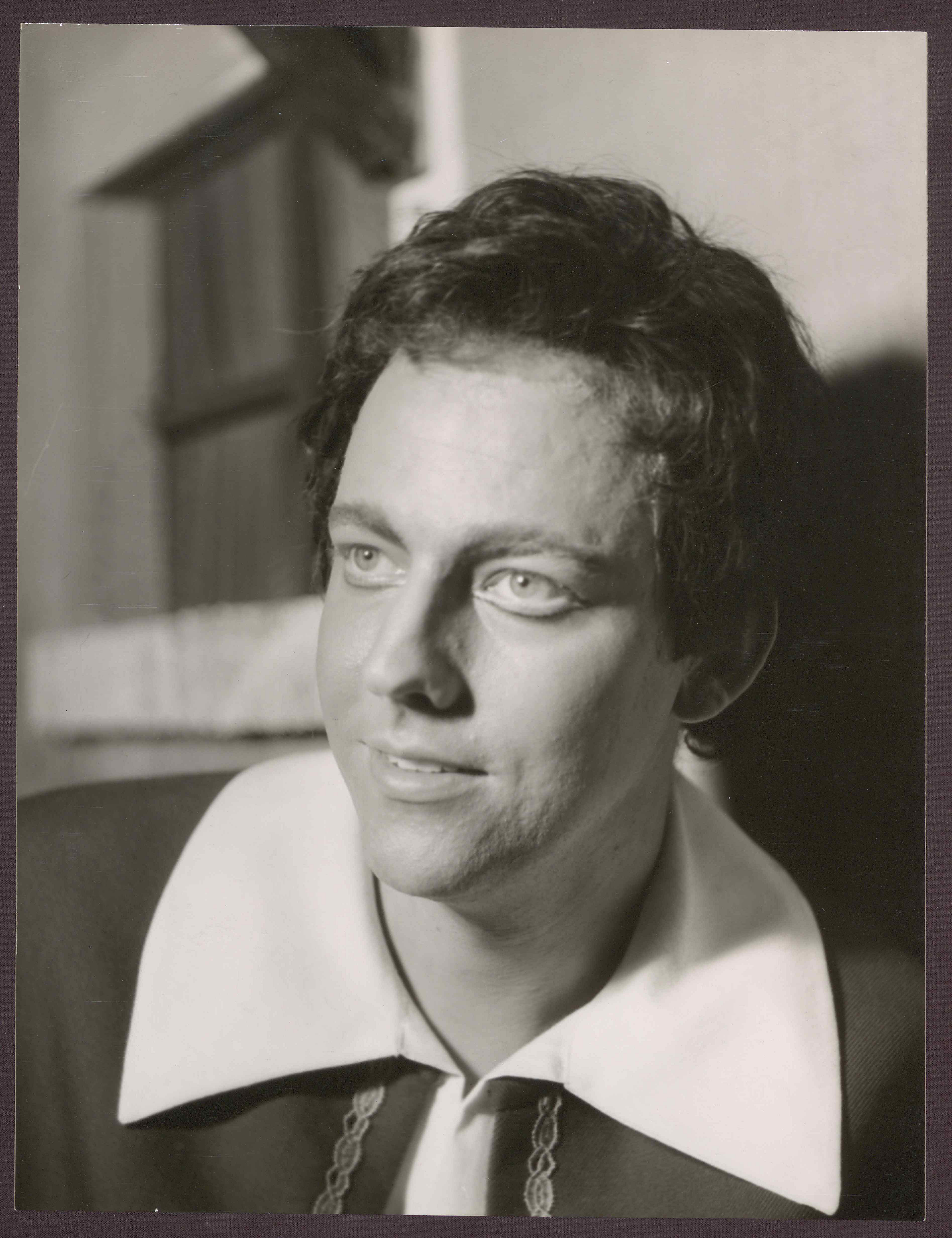
Barry Hanner in Banditenstreiche am Badischen Staatstheater Karlsruhe (Spielzeit 1962/63)

Barry Neil Hanner (* 20. Februar 1936 in Bloomington, Indiana; † 26. Juli 2025) war ein US-amerikanischer Opernsänger (Bariton).

## Leben
Barry Hanner, 1936 in Indiana als Sohn von Burrell G. Hanner geboren, erhielt seine Gesangsausbildung am Curtis Institute of Music in Philadelphia, wo er Schüler von Martial Singher war. 1961 gewann er ein Fulbright-Stipendium, mit dem er seine musikalischen Studien in Europa fortsetzen konnte.
1962 debütierte er als Belcore in L’elisir d’amore am Staatstheater Karlsruhe, wo er bis 1965 engagiert war.
Zur Spielzeit 1965/66 wurde er an das Opernhaus Nürnberg verpflichtet, an dem er über 35 Jahre bis zu seinem Ruhestand wirkte. Zu seinen Hauptrollen am Opernhaus Nürnberg gehörten die Titelpartie in zwei Nürnberger Neuinszenierungen der Oper Der Barbier von Sevilla, Guglielmo in Così fan tutte, Graf Almaviva in Die Hochzeit des Figaro, Papageno in Die Zauberflöte, Wolfram von Eschenbach in Tannhäuser, Eisenstein in Die Fledermaus, Danilo in Die lustige Witwe, Alexander Obolski in Das Feuerwerk (an der Seite von Sonja Knittel als Iduna), Tony in West Side Story und Petrucchio in Kiss Me, Kate.
Weitere Rollen Hanners am Opernhaus Nürnberg waren Valentin in Margarethe, Graf von Eberbach in Der Wildschütz, Graf von Liebenau in Der Waffenschmied, Zar Peter I. in zwei Nürnberger Neuinszenierungen von Zar und Zimmermann, Fürst Ottokar in Der Freischütz, Harlekin, später auch der Haushofmeister, in Ariadne auf Naxos, Masetto in Don Giovanni und Oberst Pickering im Musical My Fair Lady (an der Seite von Marita Krâl und Kurt Leo Sourisseaux).
Im Mai 1967 gehörte er als Algernon zur Besetzung der deutschen Erstaufführung der musikalischen Komödie Bunbury von Paul Burkhard. Im Februar 1969 sang er am Opernhaus Nürnberg unter der musikalischen Leitung von Hans Gierster den Prinz Fu in der Uraufführung der Oper Die Witwe des Schmetterlings von Isang Yun. Im Mai 1970 wirkte er am Nürnberger Opernhaus in einer Produktion von Luigi Nonos Oper Intolleranza 1960 (Dirigent: Hans Gierster; Regie: Wolfgang Weber, Text: Yaak Karsunke) mit. In der Spielzeit 1970/71 sang er die Titelrolle in einer Neuinszenierung der Operette Boccaccio von Franz von Suppè. 1972 wirkte er am Opernhaus Nürnberg in der ersten szenischen Aufführung von Das Floß der Medusa von Hans Werner Henze mit. Im Juni 1974 sang er, ebenfalls unter der musikalischen Leitung von Hans Gierster, in der Nürnberger Inszenierung von Bernd Alois Zimmermanns Oper Die Soldaten die Rolle des Stolzius. In der Spielzeit 1974/75 war er, mit Sándor Arizs (Manrico), Dunja Vejzovic (Azucena) und Maria de Francesca-Cavazza (Leonora) als Partnern, der Graf Luna in Hans Neuenfels’ umstrittener erster, damals massive Publikumsproteste auslösenden Operninszenierung Der Troubadour. In der Spielzeit 1977/78 sang er in der Meistersingerhalle Nürnberg den Pelléas in einer konzertanten Aufführung der Oper Pelléas et Mélisande. In der Spielzeit 1978/79 sang er diese Rolle dann auch bei einer Neuproduktion im Opernhaus Nürnberg.
Im Februar 1981 sang er am Opernhaus Nürnberg den Danilo in einer Gala-Vorstellung der Operette Die lustige Witwe mit Lucia Popp in der Titelrolle als Partnerin. In der Spielzeit 1983/84 übernahm er, an der Seite von Gudrun Ebel und Zachos Terzakis, die Sprechrolle des Bassa Selim in einer Neuinszenierung von Die Entführung aus dem Serail. In der Spielzeit 1984/85 war er der Graf in einer Inszenierung der Oper Capriccio von Richard Strauss. In der Spielzeit 1986/87 übernahm er am Opernhaus Nürnberg, an der Seite von Gail Steiner, die Rolle des Gaylord Ravenal im Musical Show Boat. Er wirkte auch in den Prometheus-Musiktheaterprojekten des damaligen Nürnberger Generalmusikdirektors Eberhard Kloke mit.
In den 1990er Jahren wechselte Hanner nach einer Stimmbandoperation ins Charakterfach. In der Spielzeit 1992/93 sang er den König Bobèche in einer Neuinszenierung der Offenbach-Operette Blaubart. In der Spielzeit 1996/97 übernahm er die Rolle des Conte Carnero in einer Neuinszenierung der Operette Der Zigeunerbaron. Zu Hanners letzten Rollen am Opernhaus Nürnberg gehörten Alcindoro in La Bohème und Hans Foltz in Die Meistersinger von Nürnberg (jeweils in der Spielzeit 2000/01). In der Spielzeit 2001/02 nahm er mit der Rolle des Manuele Biffi in der Lehár-Operette Giuditta (Regie: Wulf Konold) Abschied von der Bühne.
Am Opernhaus Nürnberg war Hanner auch als Oberspielleiter und als Regisseur tätig. In der Spielzeit 1979/80 inszenierte er am Opernhaus Nürnberg Benjamin Brittens Kinderoper Der kleine Schornsteinfeger. 1998 inszenierte er auf Zypern Giuseppe Verdis Oper Otello.
Hanner gastierte am Staatstheater am Gärtnerplatz München, an der Staatsoper Stuttgart, am Staatstheater Darmstadt, am Staatstheater Wiesbaden, am Theater Bremen, am Opernhaus Zürich, sowie in Amsterdam und in Florenz. 1970 sang er an der Wiener Volksoper den König in Carl Orffs Einakter Die Kluge. 1971/72 gastierte er als Gaylord Ravenal in Show Boat an der Wiener Volksoper. 1972/73 sang er an der Wiener Volksoper an der Seite von Julia Migenes den Tony in West Side Story.
Hanner sang auf der Bühne ein vielseitiges Repertoire, hauptsächlich für lyrischen Bariton. Er sang Partien in Opern von Mozart, Giuseppe Verdi (Germont-père, Luna), Giacomo Puccini (Marcel und Schaunard in La Bohème, Sharpless in Madame Butterfly), Domenico Cimarosa (Conte Robinson in Die heimliche Ehe), Leoš Janáček (Aus einem Totenhaus), Gian Carlo Menotti, György Ligeti, Aribert Reimann, Walter Zimmermann und Wolfgang Rihm (Titelrolle in Jakob Lenz, Opernhaus Nürnberg, Regie: Peter B. Wyrsch, Spielzeit 1979/80).
Er trat auch als Konzertsolist mit geistlichen und chorsinfonischen Werken hervor. Im November 1981 war er, unter der musikalischen Leitung von Hans Gierster, der Sprecher bei einer Aufführung der Gurre-Lieder von Arnold Schönberg in der Nürnberger Meistersingerhalle. Auch in der freien Nürnberger Musikszene war er aktiv. Im Dezember 1998 wirkte er in der Tafelhalle Nürnberg in der Produktion Jewish Roots des Ensembles Pegnitzschäfer-Klangkonzepte mit.
Schallplatten mit Hanner sind bei dem Nürnberger Label Colosseum (Serie Musik in Nürnberg) erschienen. Ab den frühen 1990er Jahren war er als Dozent für Gesang an der Musikhochschule Nürnberg tätig.
Hanner war verheiratet und lebte nach Stationen im Nürnberger Umland (Zirndorf, später Burgthann) zuletzt in Neumarkt in der Oberpfalz. Er starb im Juli 2025 im Alter von 89 Jahren.